# Kurt Mendelssohn

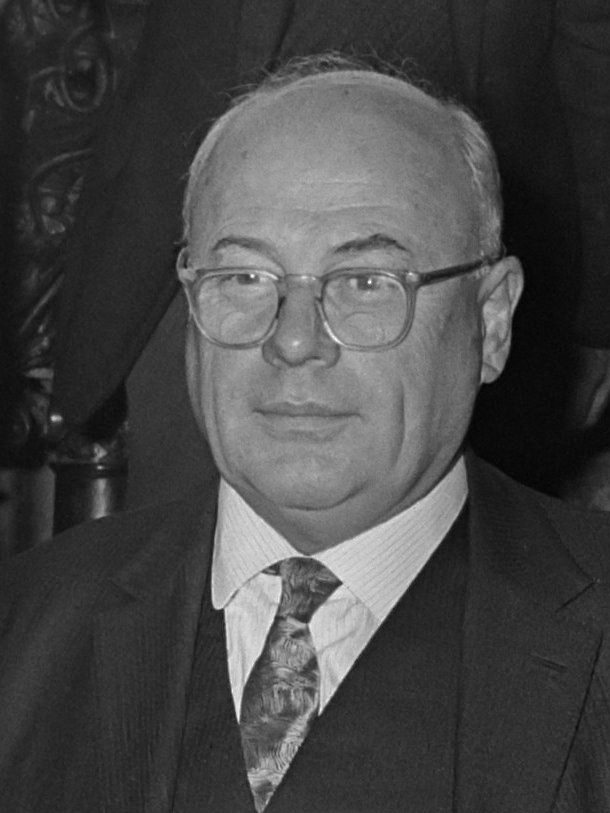
Kurt Mendelssohn (1967)

Kurt Alfred Georg Mendelssohn (* 7. Januar 1906 in Berlin; † 18. September 1980 in Oxford) war ein deutsch-britischer Physiker.

## Leben und Werk
Kurt Mendelssohn wurde als einziges Kind von Ernst Moritz Mendelssohn und seiner Ehefrau Elisabeth Ruprecht geboren. Sein Vater war ein Urenkel von Saul Mendelssohn, des jüngeren Bruders von Moses Mendelssohn, und Textilkaufmann. Selbst naturwissenschaftlich interessiert, ließ er seinen Sohn von 1912 bis 1925 die Goethe-Schule und das darauf aufbauende Goethe-Realgymnasium in Berlin-Wilmersdorf besuchen. 1925 nahm Kurt Mendelssohn das Studium der Physik an der Friedrich-Wilhelms-Universität seiner Heimatstadt (der heutigen Humboldt-Universität) auf, das er nach nur zwei Jahren abschloss. Dank einer Anregung seines älteren Cousins Franz Eugen Simon, der sich bereits einen Namen als Tieftemperaturphysiker gemacht hatte, begann Mendelssohn am Physikalisch-Chemischen Institut in Berlin ebenfalls auf diesem Gebiet zu forschen. Er war Schüler von Max Planck, Walther Nernst, Erwin Schrödinger und Albert Einstein. 1930 wurde er mit einer Dissertation über Kalorimetrische Untersuchungen im Temperaturgebiet des flüssigen Heliums promoviert.

### Physikalische Forschungen
Nach der Promotion arbeitete Mendelssohn weiterhin als „Hauptassistent“ von Franz Eugen Simon in dessen Forschungsgruppe. Als Simon im April 1931 an die TH Breslau berufen wurde, folgte ihm Mendelssohn. In Breslau konstruierte er mehrere Apparate zur Verflüssigung von Helium. Auf Einladung von Frederick Lindemann reiste Mendelssohn in den Weihnachtsferien 1932 nach Oxford und installierte im Januar 1933 den ersten Helium-Verflüssiger in Großbritannien.
Angesichts der „Machtergreifung“ der Nationalsozialisten emigrierte Mendelssohn im April 1933 nach England, wo Lindemann schon eine Forschungsstelle am Clarendon Laboratory der University of Oxford für ihn eingerichtet hatte. Im Herbst 1933 holte er, dabei von Lindemann unterstützt, auch Simon, Heinz London und Nicholas Kurti aus Deutschland nach Oxford. Simon, Mendelssohn, London und Kurti bauten dort die Tieftemperaturphysik auf. Bahnbrechend waren, im Anschluss an Entdeckungen von Willem Hendrik Keesom, Franz Eugen Simon und Bernard Vincent Rollin (1911–1969), Mendelssohns Forschungen zur Suprafluidität von Helium II. Er untersuchte den von Rollin und Simon am Clarendon Labor 1938 entdeckten Rollin-Film von flüssigem Helium und zeigte 1938 mit John Gilbert Daunt (1913–1987), dass sich dieser auf Oberflächen in Kontakt mit supraflüssigem Helium bildet und sich mit wohldefinierter Geschwindigkeit bewegt. Seine Forschungen zur Supraleitung schufen mit die Grundlagen für die Entwicklung von deren technischer Nutzung in den 1960er Jahren. Mendelssohns weitere Forschungsgebiete waren transuranische Elemente sowie medizinische Physik. Er galt als begnadeter Experimentator (die Kollegen sprachen von „instrumental ingenuity“) und als außerordentlich fleißig. Er verließ seine eigene Hochzeitsfeier, um vor dem Aufbruch in die Flitterwochen noch ein Experiment abzuschließen.
1939 hatte Mendelssohn die britische Staatsangehörigkeit angenommen. Von 1955 bis zu seiner Emeritierung 1973 war er Reader in Physik und von 1971 bis 1973 „Professorial Fellow“ des Wolfson College in Oxford.
Mendelssohn war einer der Gründungsherausgeber der Zeitschrift Contemporary Physics (ab 1959), sowie Herausgeber des Jahrbuches Progress in Cryogenics (ab 1959) und der Zeitschrift Cryogenics. Low temperature engineering, applied super conductivity, cryoelectronics, cryophysics (ab 1960). Er war Vorsitzender des International Cryogenic Engineering Committee und von 1957 bis 1960 Vizepräsident der Physical Society.

### Reisen nach China und Hinwendung zur Wissenschaftsgeschichte
Mendelssohn nahm weltweit viele Gastprofessuren wahr, u. a. in Ghana, Ägypten, Indien, Japan und der Volksrepublik China. China faszinierte Mendelssohn, seit er das Land 1960 auf Einladung der Chinesischen Akademie der Wissenschaften erstmals besucht hatte. Auf seiner dritten Chinareise 1966 erlebte er die im selben Jahre beginnende Kulturrevolution. Sein Rundfunk-Essay „China’s Cultural Revolution“, den die BBC am 20. November 1966 ausstrahlte, ist einer der ersten außerhalb Chinas veröffentlichten Berichte eines Augenzeugen. Ihn beeindruckte – wie er es sah – die Verbindung von Theorie und Praxis: Physiklehrer, die in Fabriken, und Biologielehrer, die auf dem Feld arbeiteten. Über die Entwicklung der Naturwissenschaften in China berichtete er in der Zeitschrift Nature. Seine Eindrücke vom Land insgesamt schilderte er in dem 1969 erschienenen Buch In China now. Auf die Folgen des Großen Sprungs nach vorn und auf den von Mao Zedong betriebenen Personenkult ging er darin nicht ein. Den Großteil des Buches machen von ihm aufgenommene Fotos aus.
Mendelssohn bewegte die Frage, weshalb China, ein Land, das dem Westen bis zum Beginn der Neuzeit in vielen Gebieten der Naturwissenschaften und der Technik weit voraus war, danach vom Westen wissenschaftlich-technologisch „überholt“ wurde. Diese Frage führte ihn zum Lebenswerk von Joseph Needham: der Erforschung der Geschichte von Wissenschaft und Technik in China. Needham hatte Gründe angeführt, weshalb China „zurückgefallen“ sei. Mendelssohn stimmte Albert Einstein zu, der meinte, dass nicht die „Stagnation“ in China die spannende Frage sei, sondern vielmehr die Frage, wie es im Westen zu jener bis in die Gegenwart fortdauernden Kette wissenschaftsgestützter technischer Revolutionen gekommen sei. Diesem Thema ist sein wissenschaftsgeschichtliches Werk Science and Western Domination gewidmet, wobei Mendelssohn bei „Science“ vor allem die Physik, daneben die Chemie heranzieht; die Biologie bleibt großteils außen vor.

### Ägyptologische Arbeiten
Mendelssohn schrieb auch populärwissenschaftliche Bücher, z. B. über die ägyptischen Pyramiden. Sein Buch The Riddle of the Pyramids (Das Rätsel der Pyramiden) erschien in deutscher Übersetzung 1974. Er vertrat darin die These, dass der Teileinsturz der Meidum-Pyramide auf einem Baufehler beruhte, der dazu geführt habe, dass die Neigung der Knickpyramide in Dahschur während des Baus abgeflacht wurde. Die These wurde von Archäologen wie I. E. S. Edwards gleich nach Erscheinen des Buches abgelehnt, da nach dem archäologischen Befund der Kollaps erst tausend Jahre nach dem Bau der Pyramide von Dahschur erfolgte und der jetzige Zustand als Folge von Erdbeben und Abtragung in späterer Zeit gewertet wird. Mendelssohn vertrat weiterhin den Standpunkt, der Pyramidenbau diente weniger der Errichtung von Grabstätten der Pharaonen als der politischen und sozialen Einigung des Landes. Auch diese These fand keine Akzeptanz.

### Ehrungen
Seit 1951 war Mendelssohn Fellow der Royal Society. 1967 wurde er mit der Hughes Medal der Royal Society ausgezeichnet, 1968 mit der Simon Medal des Institute of Physics.

### Familie
1932 heiratete Kurt Mendelssohn die aus Ostpreußen stammend Lina Zarniko, Tochter des Besitzers der Ordensmühle in Heiligenbeil. Ihnen wurden vier Töchter und ein Sohn geboren.

## Schriften

### Schriften zur Physik (in Auswahl)
- Kalorimetrische Untersuchungen im Temperaturgebiet des flüssigen Heliums. Springer, Berlin 1932.
- What is atomic energy? Sigma, London 1946.
- Low Temperature Physics. Pergamon Press, London 1952 (mit Franz Eugen Simon, Nicholas Kurti und John F. Allen).
- Liquid Helium. In: Siegfried Flügge (Hrsg.): Handbuch der Physik, Band 3/15: Kältephysik, Teil 2. Springer, Berlin 1956.
- Cryophysics. Interscience Publishers, New York 1960.
- Die Suche nach dem absoluten Nullpunkt. Kindler, München 1966.
  - Englische Erstausgabe: The Quest for Absolute Zero. The Meaning of Low Temperature Physics. Weidenfeld & Nicolson, London 1966 (in 13 Sprachen übersetzt, Mendelssohns erfolgreichstes Buch).[1]
- als Herausgeber: Cryogenic Engineering. Present Status and Future Development. The proceedings of the First International Cryogenic Engineering Conference held in Tokyo and Kyoto, Japan on 9-13 April 1967. Heywood, London 1968.

### Schriften zur Wissenschaftsgeschichte
- Walther Nernst und seine Zeit. Aufstieg und Niedergang der deutschen Naturwissenschaft. Physik-Verlag, Weinheim 1976. ISBN 3-87664-027-X.
  - Englische Erstausgabe: The world of Walther Nernst. The rise and fall of German Science 1864–1941. Macmillan, London 1973.
- Science and Western Domination. Thames & Hudson, London 1976.
  - auch unter dem Titel: The secret of Western domination. Praeger, New York 1976.

### Sonstige Schriften
- In China now. Hamlyn, London 1969.
- Das Rätsel der Pyramiden. Lübbe, Bergisch Gladbach 1974. ISBN 3-7857-0139-X (und weitere Ausgaben).
  - Englische Erstausgabe: The Riddle of the Pyramids. Thames & Hudson, London 1974 (und weitere Ausgaben).